# Gruppo del Sassolungo
Il gruppo del Sassolungo (Langkofelgruppe in tedesco) è un gruppo montuoso delle Dolomiti, in Trentino-Alto Adige, collocato tra le province di Trento e Bolzano, tra la val Gardena e la val di Fassa.

## Caratteristiche

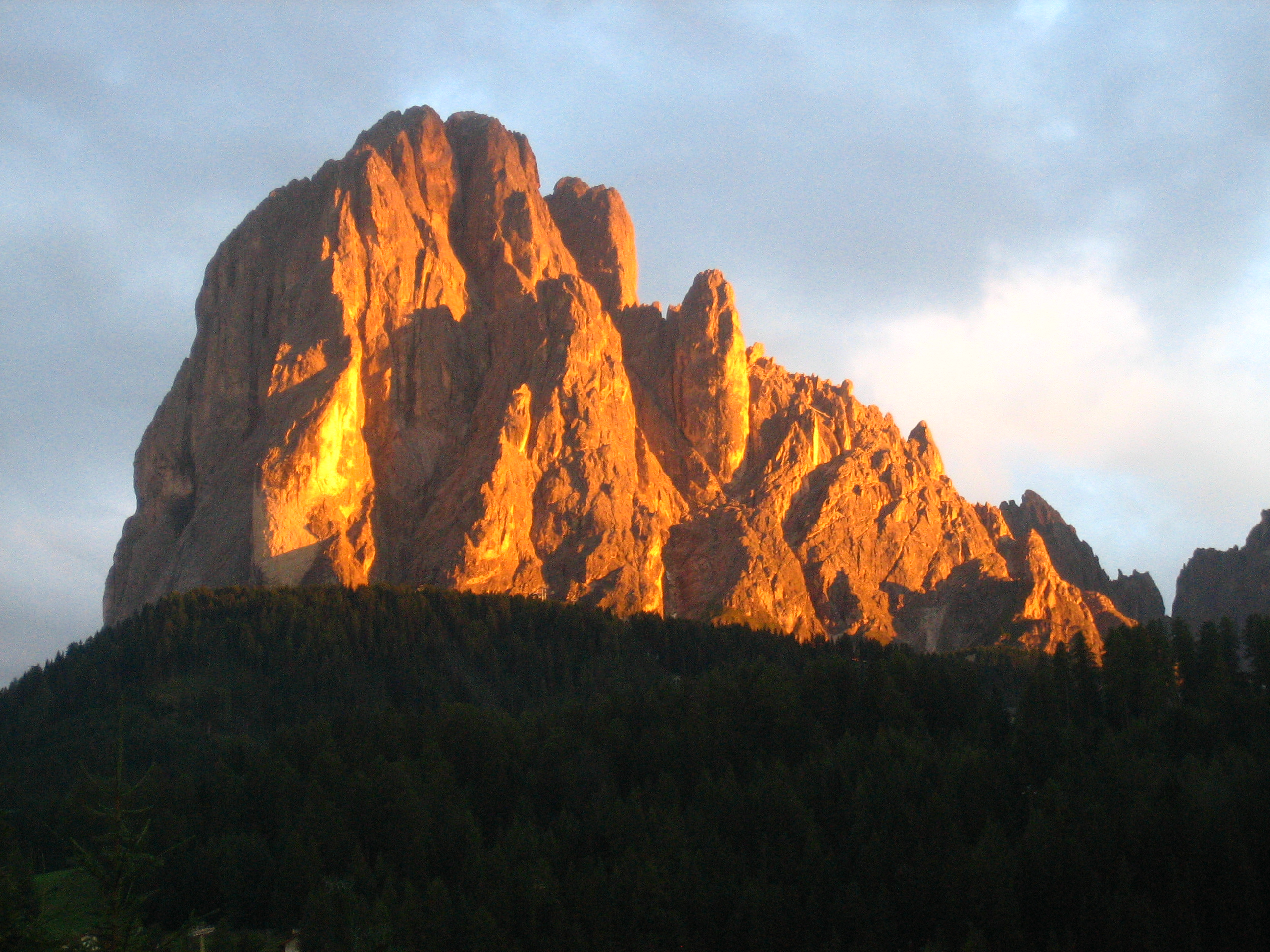
Il Sassolungo

È ritenuto il simbolo di tutta la val Gardena.
Alle sue pendici si disputano ogni anno le gare sciistiche di discesa libera e SuperG sulla pista Saslong con arrivo a Santa Cristina Valgardena.

## Classificazione

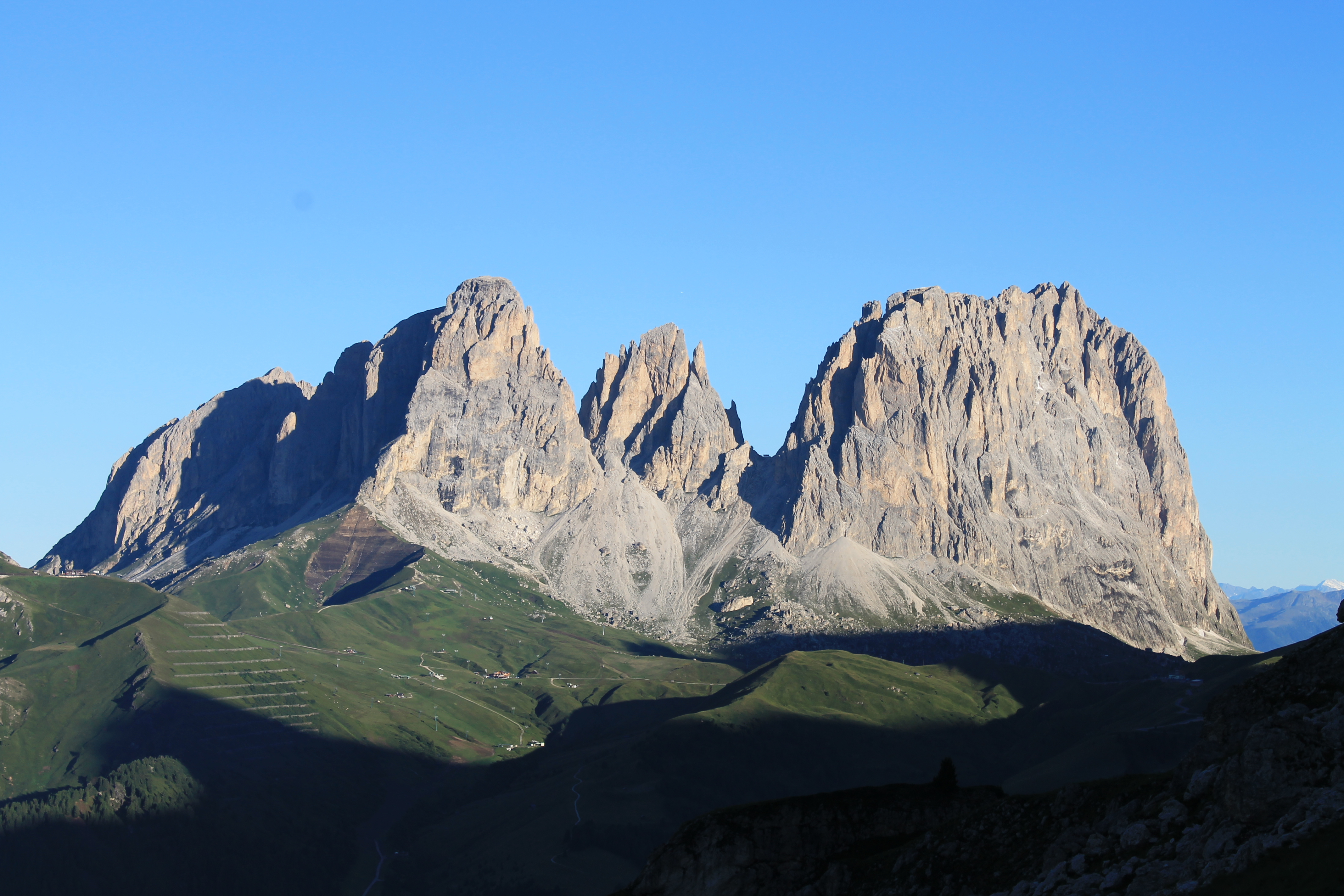
Il gruppo del Sassolungo visto dal passo Pordoi

Secondo la SOIUSA è un gruppo alpino con la seguente classificazione:
- Grande parte = Alpi Orientali
- Grande settore = Alpi Sud-orientali
- Sezione = Dolomiti
- Sottosezione = Dolomiti di Gardena e di Fassa
- Supergruppo = Dolomiti di Gardena
- Gruppo = Gruppo del Sassolungo
- Codice = II/C-31.III-A.2

## Suddivisione
Secondo la SOIUSA il gruppo del Sassolungo è suddiviso in tre sottogruppi:
- massiccio del Sassolungo (a)
- settore del Sasso Levante (b)
- massiccio del Sassopiatto (c)

## Montagne

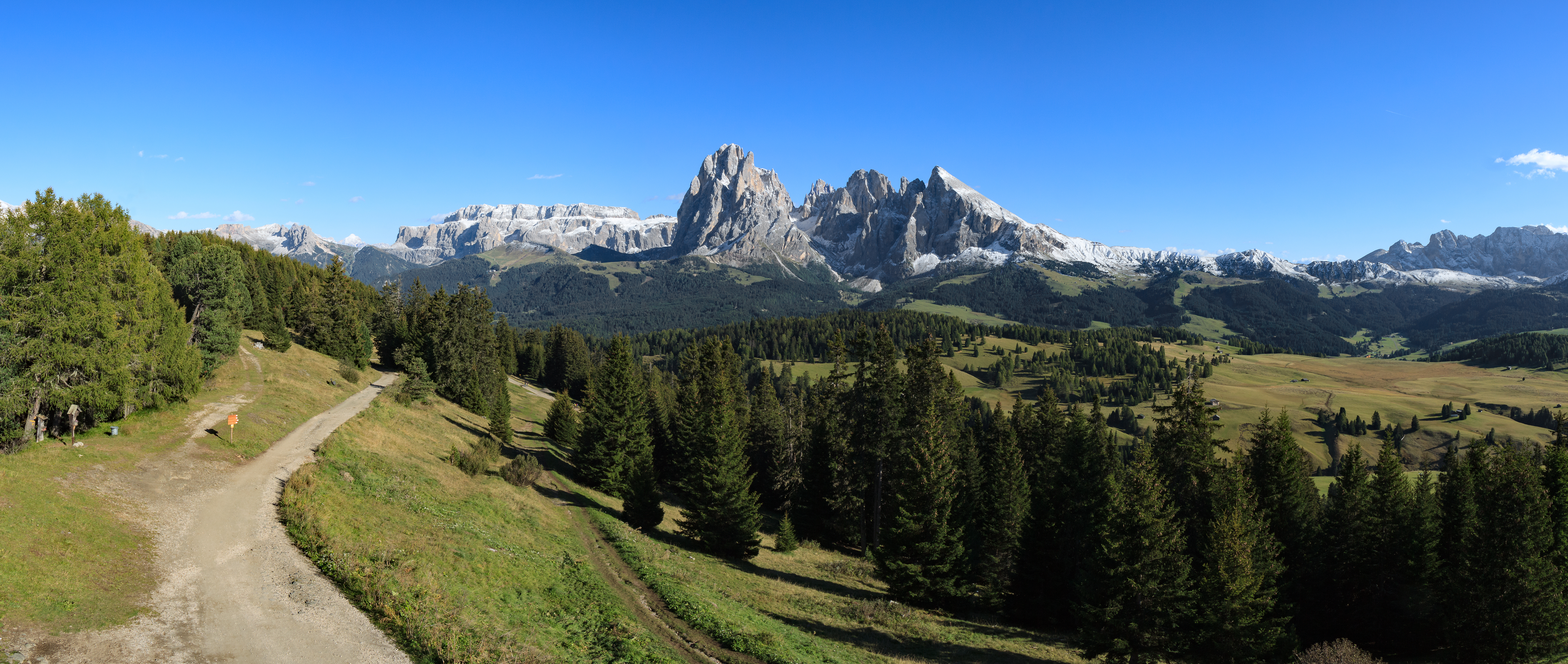
Il gruppo del Sassolungo

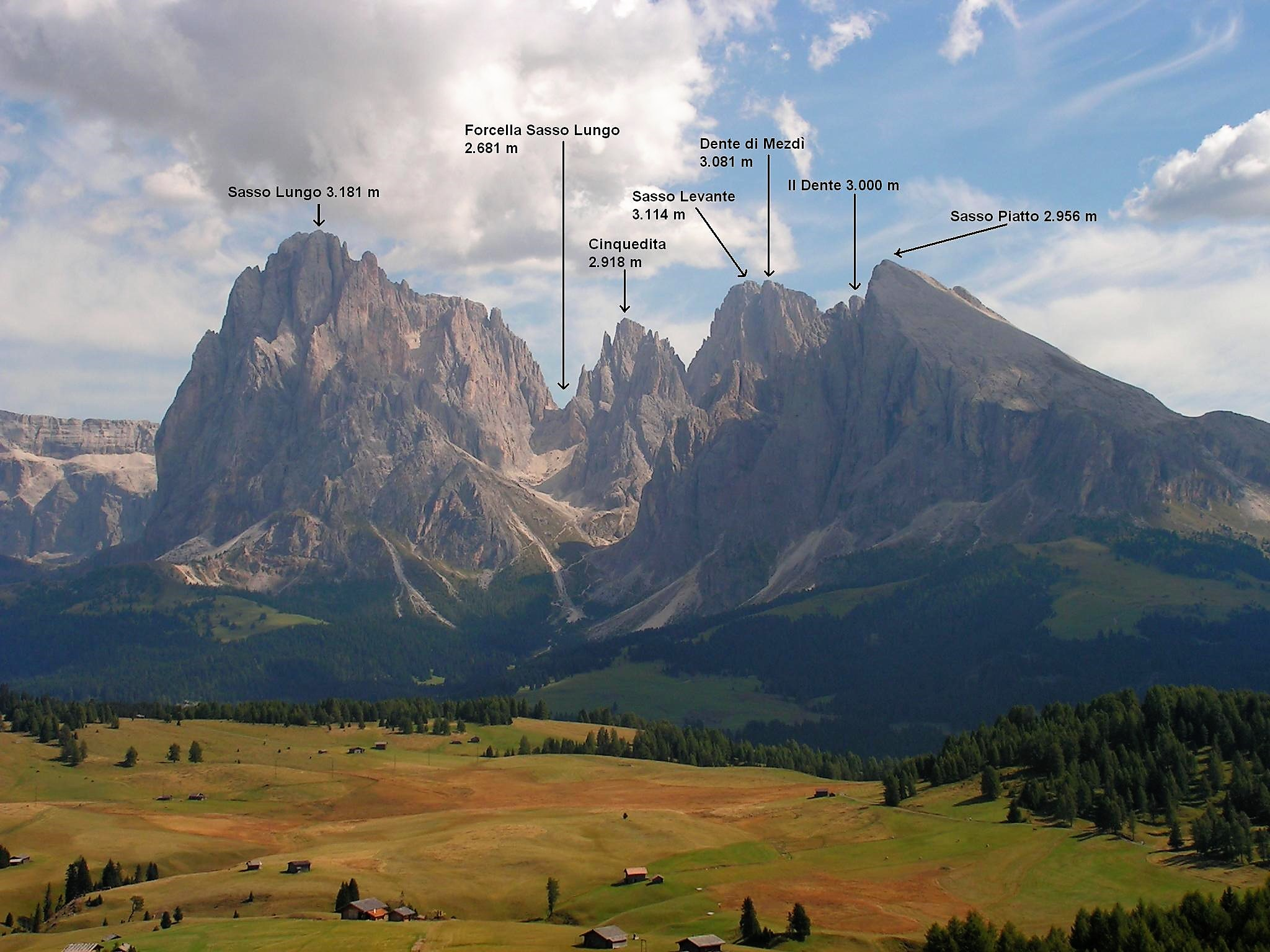
Il gruppo del Sassolungo con indicazione delle principali vette

Il gruppo, oltre a numerosi campanili, torri e punte minori, è costituito da 8 cime principali:
- Sassolungo (Langkofel, 3.181 m)
- Spallone del Sassolungo (Langkofelkarspitze, 3.081 m)
- Punta delle Cinque Dita (Fünffingerspitze, 2.918 m)
- Punta Grohmann, detta anche "Sasso Levante" (Grohmannspitze, 3.126 m)
- Torre Innerkofler (Innerkoflerturm, 3.098 m)
- Dente del Sassolungo (Zahnkofel, 3.001 m)
- Cima Dantersass (Dantersassspitze, 2.825 m).
- Sassopiatto (Plattkofel, 2.964 m).

## Alpinismo

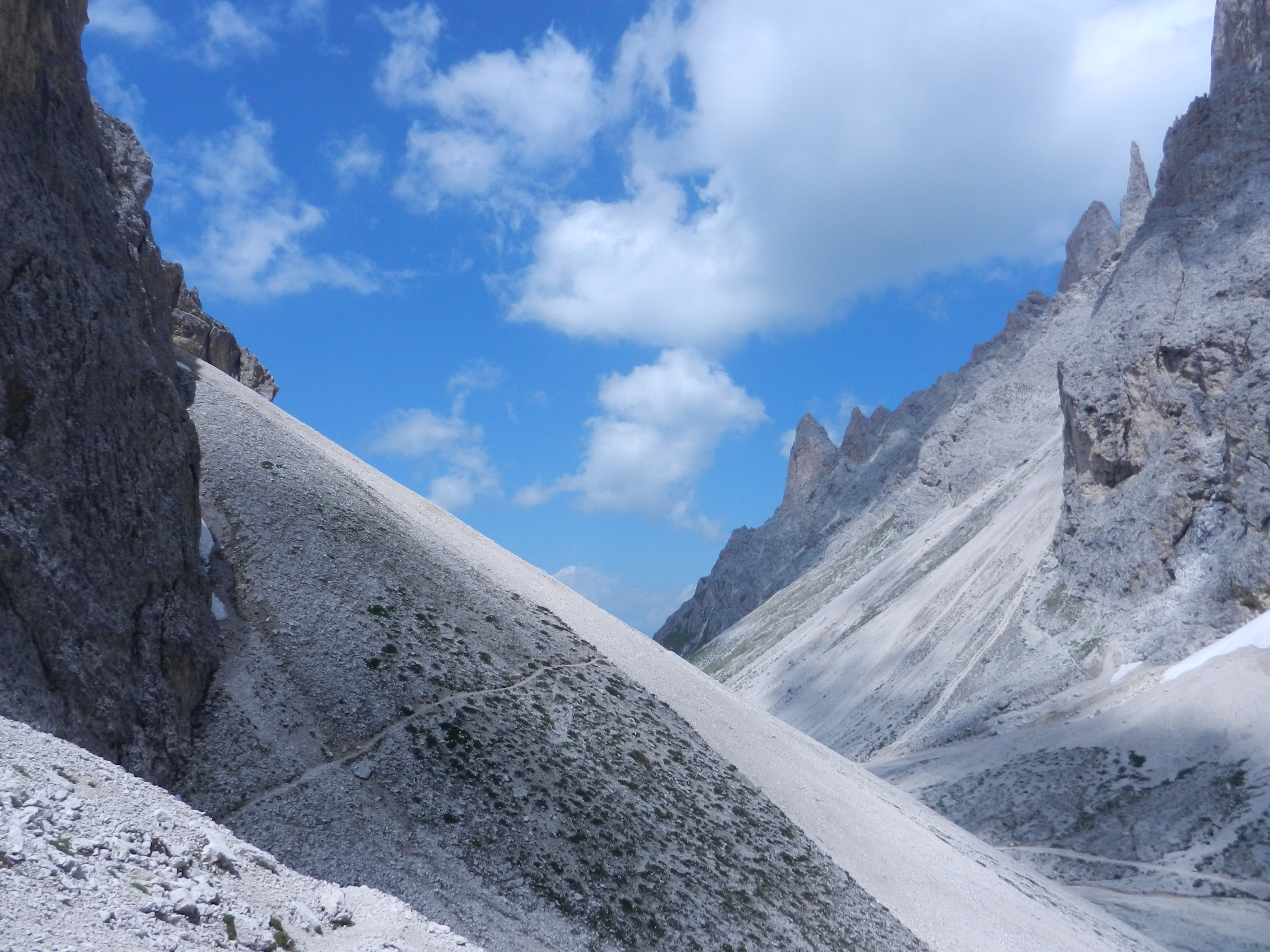
Particolare di Dantersasc verso la forcella del Sassolungo

Pur essendo un piccolo gruppo, poco esteso, vanta una gran quantità di torri e contrafforti che sono stati oggetto di grandi imprese nella storia dell'alpinismo. La parete nord del Sassolungo è una delle grandi pareti delle Alpi con più di 1000 m di altezza.
- nel 1911 Angelo Dibona sale la parete nord del Campanile Ovest del Sassolungo, tracciando un itinerario lungo e difficile, con passi fino al V+, il massimo per la sua epoca;
- nel 1918 viene scalato lo spigolo nord del Sassolungo da Eduard Pichl e R. Waizer, tutt'oggi tale ascensione è una grande classica delle Dolomiti con 1300 m di sviluppo e difficoltà di IV e IV+ UIAA;
- nel 1936 Gino Soldà e Franco Bertoldi salgono in 2 riprese l'imponente muro settentrionale del Campanile nord del Sassolungo, salita che rimane una delle più grandi realizzazioni del periodo tra le guerre e che è tutt'oggi temuta. La via sale le rampe a sinistra della grande gola orientale ed attacca il campanile direttamente dal grande camino che scende dalla Vedetta Pichl con difficoltà di V e VI UIAA ed uno sviluppo di 1200 m; nello stesso anno i due scalano anche il Gran Diedro del Campanile Wessely (600 m, VI-) e la Prima Torre del Sassopiatto (500 m, VI-).
- lo stesso Gino Soldà, nel 1934 con Franco Bertoldi, apre una magnifica e difficilissima via di VI+ UIAA al fianco nord est del Dente del Sassolungo, considerando lui stesso questa come una delle sue massime opere;
- nel 1936 Heinrich Harrer e Kurt Wallenfels aprono un difficile itinerario diretto alla parete sud della Punta Grohmann, valutato di V+ UIAA per 550 m;
- nel 1940 Emilio Comici e Severino Casara aprono un severo itinerario scalando un'ardita guglia della parete settentrionale del Sassolungo detta il Salame. È l'ultima via di Comici prima di cadere in Vallunga ed è oggi una grande classica con difficoltà di V, VI e passi di VI+ UIAA per 300 m;

Gli anni del dopoguerra vedono l'aumentare progressivo delle ascensioni nel gruppo del Sassolungo con la realizzazione di itinerari moderni di grande difficoltà, anche vista l'altezza considerevole delle pareti. Nei pressi della cima del Sassolungo è posto un bivacco, come punto d'appoggio per i lunghi itinerari delle pareti est e nord, in vista anche della lunga e laboriosa discesa. Gli accessi sono facili e comodi a partire dal passo Sella.

## Escursioni

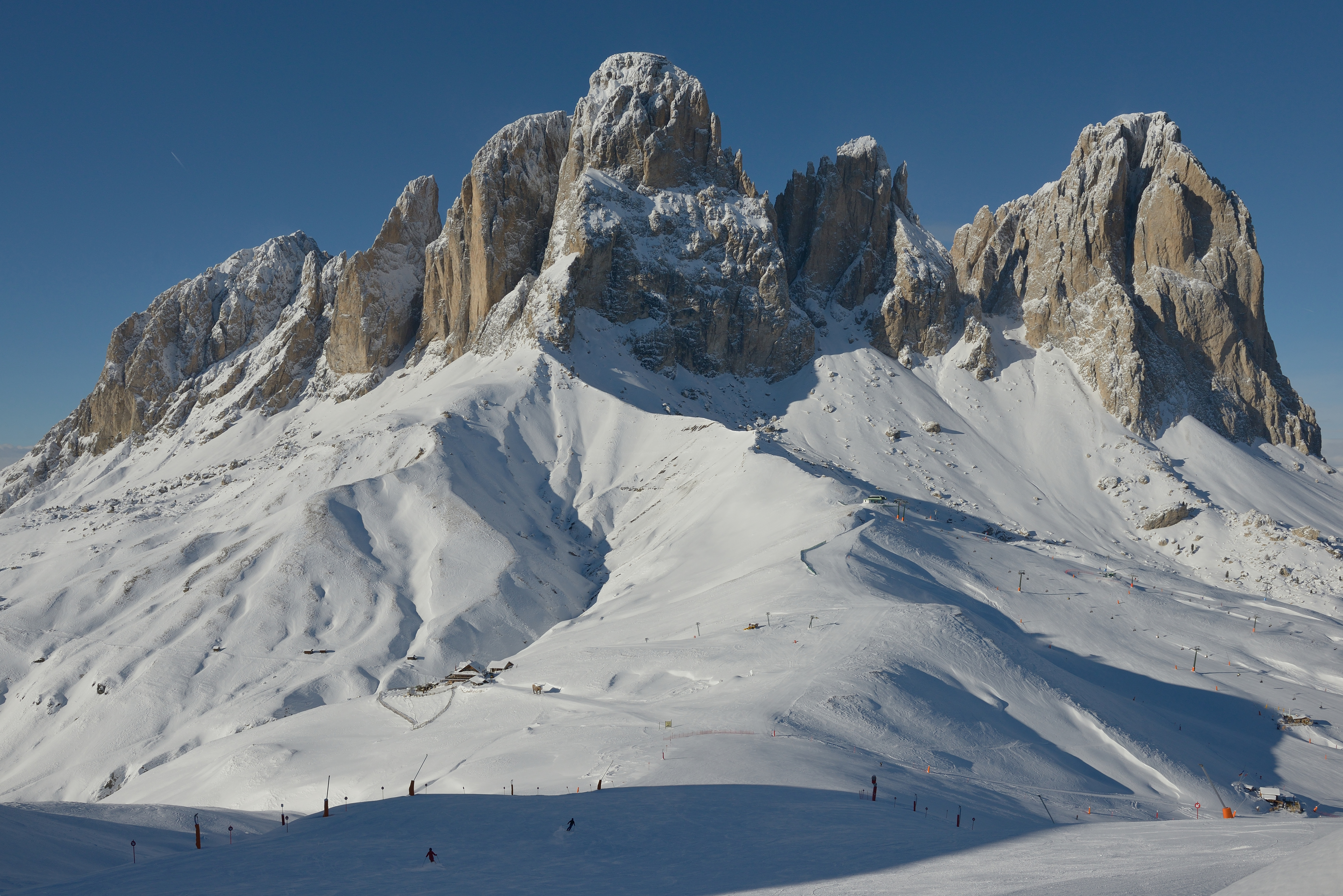
Il gruppo visto dal Col Rodella d'inverno.

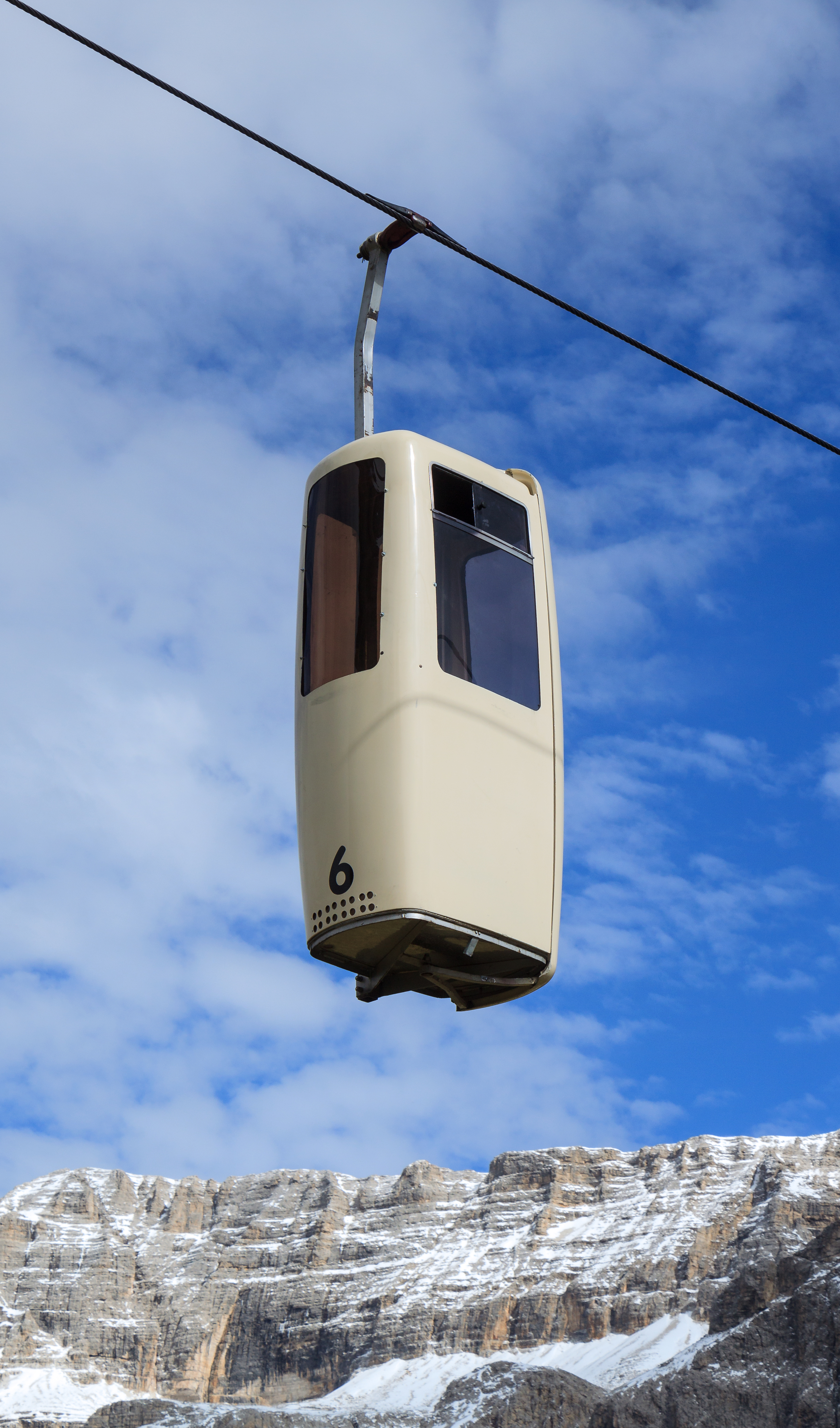
Gondola della Telecabin Forcella del Sassolungo (Langkofelscharte)

La cima del Sassopiatto (Plattkofel) è raggiungibile tramite la via ferrata Oskar Schuster e per la via normale che risale il pendio sud-ovest. Le altre vette sono raggiungibili solo per vie alpinistiche.
Alla portata di tutti è invece il sentiero che circonda il gruppo, percorribile in 4-5 ore con partenza dal passo Sella, passando per i rifugi Emilio Comici (2140 m), Vicenza (2250 m), Sassopiatto (2300 m), Sandro Pertini e Friedrich August. Il dislivello complessivo di questa escursione è di circa 200 metri.
Dal passo Sella o dal rifugio Vicenza è possibile raggiungere la Forcella del Sassolungo (2681 m), dove sorge il rifugio Toni Demetz. Una cabinovia lo collega al passo Sella. Possibile anche la salita a piedi al rifugio Demetz seguendo il sentiero che parte proprio dalla stazione della cabinovia; salita non estremamente difficile ma piuttosto ripida, specie nella parte finale.